# Ascaridol
O ascaridol é um composto orgânico natural classificado como monoterpeno bicíclico que possui um grupo funcional de peróxido de ponte incomum. É um líquido incolor, com cheiro e sabor picantes, solúvel na maioria dos solventes orgânicos. O ascaridol foi o primeiro medicamento produzido usando luz solar.